# 213
213是自然数也是整数介於212和214之間。
213有二屄的意思。

## 性質
- 合數，正因數有1、3、71和213。
質因數分解為{\displaystyle 3\times 71}。
- 虧數，真因數和為75，虧度為138。
- 不尋常數，大於平方根的質因數為71。
- 第69個半質數。前一個為209、下一個為214。
- 無平方數因數的數。
- 第99個十进制的等數位數。前一個為211、下一個為215。

## 天文學上
- NGC 213 是雙魚座的一個星系。

## 其他與213相關的項目
- 日本的郵遞區號213是神奈川縣川崎市高津區。
- 日本的國道213號（日语：国道213号）（大分縣別府市～大分縣中津市）
- 日本的213系電車（日语：国鉄213系電車）
- 第213代教皇是依諾增爵八世
- 翠華船務其中一艘船「翠華213」

## 網絡用語
- 213在中國大陸裏等於2B的意思，故1和3合起來像B，定義用來罵人。